# El silencio del pantano
El silencio del pantano es una película de suspense y aventura española de 2019 dirigida por Marc Vigil y protagonizada por Pedro Alonso, José Ángel Egido, Carmina Barrios, Nacho Fresneda, Àlex Monner y Maite Sandoval. Es una adaptación de la novela homónima de Juanjo Braulio de 2015 publicada por Ediciones B. Fue exhibida en el Festival de Cine de Sevilla en 2019 y en abril de 2020 fue incluida en el catálogo de Netflix.

## Sinopsis
Q es un periodista que un día decide convertirse en escritor de novela negra. Sus dos libros presentan asesinos seriales y se desarrollan en su natal Valencia. Un elemento común en los crímenes que narra en sus libros es la corrupción política, ya que el asesino se ensaña contra este tipo de personajes. El único problema es que, al parecer, sus obras no son precisamente de ficción.

## Reparto
- Pedro Alonso es Q.
- Nacho Fresneda es Falconetti.
- José Ángel Egido es Carretero.
- Carmina Barrios es La Puri.
- Àlex Monner es Fran.
- Maite Sandoval es Isabel.
- Zaira Romero es Sara.
- Raúl Prieto es Nacho.
- Luis Zahera es el taxista.

## Recepción
En general, la película ha sido bien recibida por la crítica. Beatriz Martínez del diario El periódico resalta la labor de Vigil, afirmando que "su mayor logro es imprimir incomodidad en cada secuencia". Javier Ocaña del diario El país también alaba al director: "Vigil logra un thriller vibrante de estupenda puesta en escena, que además se atreve con un tema apasionante en una de sus tramas colaterales". Oti Rodríguez del diario ABC opina: "Una masa argumental que combina lo policíaco, la corrupción social y sus tentáculos en un cruce de realidad y ficción muy bien trabajado en ambientes, ritmos e intrigas por el director".